# Weight of the World (Evanescence)
Weight of the World è una canzone dell'album The Open Door della band statunitense Evanescence, che è stata poi pubblicata come singolo promozionale in Sud America nel 2007, in una raccolta radio promozionale di singoli intitolata "The Ones International Vol.11".

## Descrizione
La canzone è stata scritta da Amy Lee e Terry Balsamo. Sono stati il senso di responsabilità e le innumerevoli aspettative dei fan della band a dare vita al concept di questa canzone:

### Composizione
Secondo gli spartiti musicali pubblicati dalla Alfred Publishing sul sito Musicnotes.com, Weight of the World è una canzone rock, alternative metal, post-grunge e gothic metal, impostata su un tempo di 4/4 ed eseguita in un tempo moderato di 112 battiti al minuto. È scritta in chiave di Do# minore e l'estensione vocale di Amy va dal Sol#3 al Re5.

## Pubblicazione
La canzone è stata pubblicata in una raccolta di singoli intitolata The Ones International Vol.11 per la loro promozione alle radio di tutto il Sud America, anche se è poi stata trasmessa soltanto in Colombia e Venezuela. La versione destinata ad essere trasmessa in tutte le radio del Sud America è la stessa di quella inserita in The Open Door. Non esiste alcuna fonte che certifichi l'esistenza di un'ipotetica versione "Radio Edit".

## Tracce
- The Ones International Vol.11[1]

1. Weight of the World (Album version) – 3:38

## Formazione
Crediti tratti dal libretto di The Open Door.
Gruppo
- Amy Lee – voce, pianoforte
- Terry Balsamo – chitarra solista
- John LeCompt – chitarra ritmica
- Will Boyd – basso
- Rocky Gray – batteria

Altri
- Amy Lee – songwriting
- Terry Balsamo – songwriting
- David Campbell – arrangiamenti orchestrali
- DJ Lethal – programmazione
- Dave Fortman – produzione, missaggio
- Ted Jensen – mastering
- Jeremy Parker – ingegneria del suono
- Mike Houge – assistente ingegnere
- Wesley Seidman – assistente ingegnere